# بیشوفروده
بیشوفروده (به آلمانی: Bischofferode) یک منطقهٔ مسکونی در آلمان است که در ام اهمبرگ واقع شده‌است. بیشوفروده ۱٬۹۱۳ نفر جمعیت دارد.